# 오타케 요헤이
오타케 요헤이(일본어: 大竹 洋平, 1989년 5월 2일 ~ )는 일본의 축구 선수이다.

## 구단 경력
그는 2008년부터 2023년까지 J리그의 FC 도쿄, 세레소 오사카, 쇼난 벨마레, 파지아노 오카야마, V-파렌 나가사키에서 활동하였다.